# Sociedad de Instrucción Naturales del Concejo de Boal
La Sociedad de Instrucción Naturales del Concejo de Boal fue fundada el 22 de noviembre de 1911 en La Habana (Cuba), por emigrantes procedentes del concejo asturiano de Boal, con el fin de fomentar la educación en todos los pueblos del concejo. El periodista boalés Celestino Álvarez fue primero Presidente, y posteriormente, Presidente de Honor, de dicha Sociedad.
Desde ella, se financiaron (al menos, parcialmente) diversas e importantes obras públicas; en especial, escuelas, hasta un total de 21 en todo el concejo, destacando las Escuelas Graduadas, construidas en la capital municipal entre 1930 y 1934, aunque también se ayudó a la construcción de carreteras, como la de Boal a Villanueva. Por sus obras, fue la más importante del medio millar de entidades semejantes fundadas por los emigrantes españoles en América.	
La labor desarrollada por la sociedad de los naturales de Boal la convierte en la más importante de las sociedades de instrucción existentes en Asturias y en una de las más destacadas de España.
- Datos: Q6131018